# Wyganianie smoka
Wyganianie smoka (bułg. гонене на змей, także гонитба на змей, потера на змей) – obyczaj bułgarski, znany w północno-wschodniej Bułgarii i sporadycznie obchodzony podczas długotrwałej suszy. Celem zwyczaju jest wywołanie deszczu, w sytuacji, gdy inne obrzędy, takie jak german czy peperuda nie przynoszą efektów. Wedle wierzeń za suszę odpowiedzialny jest wrogo nastawiony do lokalnej ludności smok, który osiedlił się w okolicach danej wsi. Taki smok nie jest miejscowy, a obcy, pochodzący skądinąd i przybyły, aby szkodzić. Powstrzymuje on chmury, uniemożliwiając nadejście deszczu. Obrzęd ma więc doprowadzić do wypędzenia smoka (bułg. zmej) i przyczynić się do wywołania opadów.
Kiedy wspólnota postanawia przeprowadzić rytuał, zwołuje się całą wieś, wybiera się ganiaczy (bułg. gonczii). Każdy zostawia otwarte okna i drzwi w domu oraz podwórko, aby goniący mogli wszędzie dopaść smoka, bo może on zamieszkiwać każde pomieszczenie. Ponadto młode kobiety muszą się schować, ponieważ smok może je porwać.
Uczestnikami obrzędu są młodzi mężczyźni, koniecznie tylko silni i wielcy. Nikt z pozostałych członków nie może podglądać zwyczaju, ponieważ to uniemożliwia złapanie smoka. Około północy ganiacze, cali goli, obchodzą wioskę z grubymi kijami. Jeśli miejscowość jest mała, chodzą razem, jeśli większa, rozdzielają się na małe grupki (bułg. czeti). Odwiedzają wszystkie budowle: młyny, chlewiki, stajnie, każdą zagrodę, ogród, wszystkie zarośla, każdy dom, uderzają, szturchają, grzebią, kują kijem w każdy kąt, narożnik, gdzie prawdopodobnie może znajdować się żmij. Ganiacze muszą zachować absolutną ciszę, jeśli któryś wyda dźwięk, żmij może go uderzyć, a jeśli to się stanie, uderzony złapie ciężkie choroby. Jeżeli pokaże się ktoś z tych, którzy nie mogą uczestniczyć w gonieniu, ganiacze mają prawo uderzyć go kijem.
Po zakończeniu obchodu całej wsi uczestnicy rytuału wciąż zachowują milczenie, idą do rzeki, gdzie się kąpią, ubierają i o świcie idą do swoich domów.

## Nawiązania literackie
Literacki obraz zwyczaju przedstawił Anton Straszimirow w opowiadaniu Smok (bułg. Змей, wyd. pol. w tomie pt. Smok w przekładzie Krystyny Migdalskiej, Warszawa 1985, s.5-63). W swym opowiadaniu Straszimirow wykorzystał obrzęd, zaobserwowany we wsi Car Simeonowo, leżącej niedaleko Widynia.